# NCAA Division I 2024 (pallavolo maschile)
La NCAA Division I 2024, 54ª edizione della massima divisione del campionato universitario organizzato dalla NCAA, si è svolta dal 30 aprile al 4 maggio 2024: al torneo hanno partecipato 8 squadre di pallavolo universitarie e la vittoria finale è andata per la ventunesima volta, la seconda consecutiva, alla UC Los Angeles.

## Squadre partecipanti
| Club              | Stagione | Città         | Stato             | Conference           | Qualificazione         |
| ----------------- | -------- | ------------- | ----------------- | -------------------- | ---------------------- |
| Belmont Abbey     | dettagli | Belmont       | Carolina del Nord | Conference Carolinas | Campione di conference |
| UC Irvine         | dettagli | Irvine        | California        | Big West Conference  | Ranking                |
| UC Los Angeles    | dettagli | Los Angeles   | California        | MPSF                 | Ranking                |
| CSU Long Beach    | dettagli | Long Beach    | California        | Big West Conference  | Campione di conference |
| Fort Valley State | dettagli | Fort Valley   | Georgia           | SIAC                 | Campione di conference |
| Grand Canyon      | dettagli | Phoenix       | Arizona           | MPSF                 | Campione di conference |
| Ohio State        | dettagli | Columbus      | Ohio              | MIVA                 | Campione di conference |
| Penn State        | dettagli | State College | Pennsylvania      | EIVA                 | Campione di conference |

## Torneo

### Tabellone
|  | Quarti di finale | Quarti di finale  | Quarti di finale |  |   | Semifinali     | Semifinali   | Semifinali |  |   | Finale         | Finale         | Finale |
|  |                  |                   |                  |  |   |                |              |            |  |   |                |                |        |
|  | 1                | UC Los Angeles    | 3                |  |   |                |              |            |  |   |                |                |        |
|  | 1                | UC Los Angeles    | 3                |  |   |                |              |            |  |   |                |                |        |
|  | 8                | Fort Valley State | 0                |  |   |                |              |            |  |   |                |                |        |
|  | 8                | Fort Valley State | 0                |  | 1 | UC Los Angeles | 3            |            |  |   |                |                |        |
|  |                  |                   |                  |  | 1 | UC Los Angeles | 3            |            |  |   |                |                |        |
|  |                  |                   |                  |  |   | 4              | UC Irvine    | 2          |  |   |                |                |        |
|  | 4                | UC Irvine         | 3                |  |   | 4              | UC Irvine    | 2          |  |   |                |                |        |
|  | 4                | UC Irvine         | 3                |  |   |                |              |            |  |   |                |                |        |
|  | 5                | Penn State        | 0                |  |   |                |              |            |  |   |                |                |        |
|  | 5                | Penn State        | 0                |  |   |                |              |            |  | 1 | UC Los Angeles | 3              |        |
|  |                  |                   |                  |  |   |                |              |            |  | 1 | UC Los Angeles | 3              |        |
|  |                  |                   |                  |  |   |                |              |            |  |   | 2              | CSU Long Beach | 1      |
|  | 2                | CSU Long Beach    | 3                |  |   |                |              |            |  |   | 2              | CSU Long Beach | 1      |
|  | 2                | CSU Long Beach    | 3                |  |   |                |              |            |  |   |                |                |        |
|  | 7                | Belmont Abbey     | 0                |  |   |                |              |            |  |   |                |                |        |
|  | 7                | Belmont Abbey     | 0                |  | 2 | CSU Long Beach | 3            |            |  |   |                |                |        |
|  |                  |                   |                  |  | 2 | CSU Long Beach | 3            |            |  |   |                |                |        |
|  |                  |                   |                  |  |   | 3              | Grand Canyon | 2          |  |   |                |                |        |
|  | 3                | Grand Canyon      | 3                |  |   | 3              | Grand Canyon | 2          |  |   |                |                |        |
|  | 3                | Grand Canyon      | 3                |  |   |                |              |            |  |   |                |                |        |
|  | 6                | Ohio State        | 0                |  |   |                |              |            |  |   |                |                |        |
|  | 6                | Ohio State        | 0                |  |   |                |              |            |  |   |                |                |        |

### Quarti di finale
| 30 aprile 2024 Walter Pyramid, Long Beach Durata: 1h:30 - Spettatori: 3 024 | UC Los Angeles | 3 - 0 | Fort Valley State | 25-14, 25-15, 25-15 |
| 30 aprile 2024 Walter Pyramid, Long Beach Durata: 1h:35 - Spettatori: 3 024 | UC Irvine      | 3 - 0 | Penn State        | 26-24, 25-16, 25-19 |
| 30 aprile 2024 Walter Pyramid, Long Beach Durata: 1h:30 - Spettatori: 3 463 | CSU Long Beach | 3 - 0 | Belmont Abbey     | 25-18, 25-14, 25-11 |
| 30 aprile 2024 Walter Pyramid, Long Beach Durata: 1h:42 - Spettatori: 3 463 | Grand Canyon   | 3 - 0 | Ohio State        | 25-23, 25-20, 25-21 |

### Semifinali
| 2 maggio 2024 Walter Pyramid, Long Beach Durata: 2h:31 - Spettatori: ?     | UC Los Angeles | 3 - 2 | UC Irvine    | 22-25, 25-20, 25-16, 18-25, 15-12 |
| 2 maggio 2024 Walter Pyramid, Long Beach Durata: 2h:44 - Spettatori: 3 786 | CSU Long Beach | 3 - 2 | Grand Canyon | 24-26, 26-28, 25-18, 25-23, 15-10 |

### Finale
| 4 maggio 2024 Walter Pyramid, Long Beach Durata: ? - Spettatori: 3 804 | UC Los Angeles | 3 - 1 | CSU Long Beach | 25-21, 25-20, 27-29, 25-21 |

## Premi individuali
| Premio              | Giocatore       | Squadra        |
| ------------------- | --------------- | -------------- |
| MVP                 | Ethan Champlin  | UC Los Angeles |
| All-Tournament Team | Merrick McHenry | UC Los Angeles |
| All-Tournament Team | Andrew Rowan    | UC Los Angeles |
| All-Tournament Team | Simon Torwie    | CSU Long Beach |
| All-Tournament Team | Skyler Varga    | CSU Long Beach |
| All-Tournament Team | Hilir Henno     | UC Irvine      |
| All-Tournament Team | Camden Gianni   | Grand Canyon   |